# Bilsen
Bilsen település Németországban, Schleswig-Holstein tartományban. Lakosainak száma 817 fő (2023. december 31.). Bilsen Quickborn, Hemdingen és Ellerau községekkel határos.

## Népesség
A település népességének változása:
| Lakosok száma | 606  | 760  | 805  | 834  | 831  | 827  | 817  |
|               | 1975 | 2014 | 2017 | 2019 | 2021 | 2022 | 2023 |